# Mendon (Massachusetts)
Mendon – miasto w Stanach Zjednoczonych, w stanie Massachusetts, w hrabstwie Worcester.